# Leptocottus armatus
Leptocottus armatus är en fiskart som beskrevs av Girard, 1854. Leptocottus armatus ingår i släktet Leptocottus och familjen simpor. Inga underarter finns listade i Catalogue of Life.